# جیمی اتکینسون
جیمی اتکینسون (انگلیسی: Jimmy Atkinson؛ زادهٔ ۱۸۸۶) بازیکن فوتبال است.
از باشگاه‌هایی که در آن بازی کرده‌است می‌توان به باشگاه فوتبال بارو اشاره کرد.